# Émile Vézin
Pour les articles homonymes, voir Vezin.
Marie-François-Émile Vézin (également orthographié Vezin, Vesin ou Vésin), né à Monrepos (commune de Gaillac-d'Aveyron) le 8 août 1803 et mort en ce même lieu le 27 mars 1867, est un homme politique de la Deuxième République française.

## Biographie
Fils du parlementaire Jean-François Vézin, député de l'Aveyron sous l'Empire et chevalier de la Légion d'honneur, Émile Vézin fit carrière dans la magistrature. Substitut puis procureur du roi à Rodez, il fut élu au conseil général de l'Aveyron en 1845. 
Élu représentant de l'Aveyron à l'Assemblée nationale constituante en avril 1848, il siégea parmi la droite. Il prit part aux manœuvres compliquées des conservateurs lors du débat parlementaire sur l'abolition de l'impôt sur le sel. Avec eux, il vota contre l'abolition de la peine de mort, contre le droit au travail, pour la proposition Rateau et contre l'amnistie.
Réélu à l'Assemblée législative de 1849, Vézin joignit à nouveau sa voix à celle de la droite en se montrant favorable aux mesures réactionnaires initiées par celle-ci (loi Falloux, loi du 31 mai 1850).
En 1850, il fait partie des légitimistes rendant visite au comte de Chambord à Wiesbaden.
Le crâne chauve ou rasé de Vézin ainsi que ses discours incompréhensibles inspirèrent un chroniqueur du Charivari, qui compara le parlementaire aveyronnais à un Chinois de Macao. Dès lors, les caricaturistes Daumier et Cham ne cessèrent de représenter « Vézin de Macao » sous les traits et l'accoutrement d'un asiatique stéréotypé.
Lors du Coup d'État du 2 décembre 1851, Vézin fit partie des représentants arrêtés et incarcérés à Mazas. C'est depuis ce lieu de détention, où il fut interné pendant quinze jours, qu'il refusa un poste important offert par le prince-président.
De retour en Aveyron, il se fit inscrire comme avocat au barreau de Rodez.

## Sources
- « Émile Vézin », dans Adolphe Robert et Gaston Cougny, Dictionnaire des parlementaires français, Edgar Bourloton, 1889-1891 [détail de l’édition]